# Sorghastrum
Sorghastrum er en slægt med ca. 20 arter, som er udbredt i Nord- og Sydamerika, Afrika og Australien. Det er en- eller flerårige, urteagtige planter (græsser) med en opret, opstigende, nedliggende eller krybende vækst. Bladene er trådformede eller linjeformede og stive. Blomsterne er – som altid hos græsserne – 3-tallige og reducerede. Frugterne er nødder med vedhængende avner.
| Beskrevne arter |

- Sorghastrum nutans

| Andre arter |

- Sorghastrum bipennatum
- Sorghastrum brunneum
- Sorghastrum chasae
- Sorghastrum contractum
- Sorghastrum crassum
- Sorghastrum elliottii
- Sorghastrum incompletum
- Sorghastrum minarum
- Sorghastrum nudipes
- Sorghastrum pellitum
- Sorghastrum pohlianum
- Sorghastrum scaberrimum
- Sorghastrum secundum
- Sorghastrum setosum
- Sorghastrum stipoides
- Sorghastrum viride